# Mark Canton
Mark Canton (New York, 19 giugno 1949) è un produttore cinematografico statunitense.

## Biografia
Mark Canton nasce nel quartiere Queens di New York, figlio di Shirley ed Arthur Canton, che hanno lavorato nel reparto marketing e pubblicità per il film Lawrence d'Arabia. Anche il fratello maggiore Neil è un produttore cinematografico, col quale ha co-prodotto il film La vendetta di Carter.
Da giovane ha la fortuna di conoscere personaggi del cinema come Alfred Hitchcock, David Lean, Elia Kazan e Doris Day, tutti amici di famiglia e spesso ospiti dei suoi genitori. Frequenta l'Università della California e nello stesso periodo lavora nell'ufficio postale della Warner Bros.. Successivamente passa a lavorare per la 20th Century Fox, collaborando col regista Franklin Schaffner e col produttore Jon Peters, per poi passare alla United Artists come assistente di Mike Medavoy. Il successo arriva negli anni ottanta grazie a film come National Lampoon's Vacation, Purple Rain e le saghe di Batman e Arma letale. Torna alla Warner Bros. come vice presidente esecutivo, ed arriva anche il primo fallimento al box office nel 1990 col film Il falò delle vanità, definito da Canton stesso come il miglior film che abbia mai visto dopo la prima proiezione.
Nel 1991 lascia la Warner Bros. ed ottiene il ruolo di presidente della Columbia Pictures (di proprietà della Sony), dove ottiene altri flop come Geronimo ma anche grandi incassi per i blockbuster Men in Black, Air Force One e Il matrimonio del mio migliore amico. Canton viene licenziato dalla Sony nel 1996 dopo una serie di flop al botteghino, tra cui Il rompiscatole e Last Action Hero - L'ultimo grande eroe, quest'ultimo definito da Canton come il miglior film d'azione di tutti i tempi. Nonostante la carriera altalenante, Canton viene definito come uno dei dirigenti più potenti di Hollywood.
Nel 2008 Canton diventa un produttore indipendente e la sua prima grande produzione fu Jack Frost. Nel novembre 2003 fonda la Atmosphere Entertainment, insieme all'investitore Mark Kimsey, con l'obiettivo di produrre film e programmi televisivi. Con la sua società, produce blockbuster come 300, Immortals e Spiderwick - Le cronache.
Nel ruolo di produttore, produttore esecutivo o presidente, Mark Canton è stato coinvolto in più di trecento produzioni cinematografiche.

## Vita privata
Canton è stato sposato dal 1985, fino al divorzio nel 1999, con la produttrice premio Oscar Wendy Finerman, dal quale ha avuto tre figli.

## Filmografia

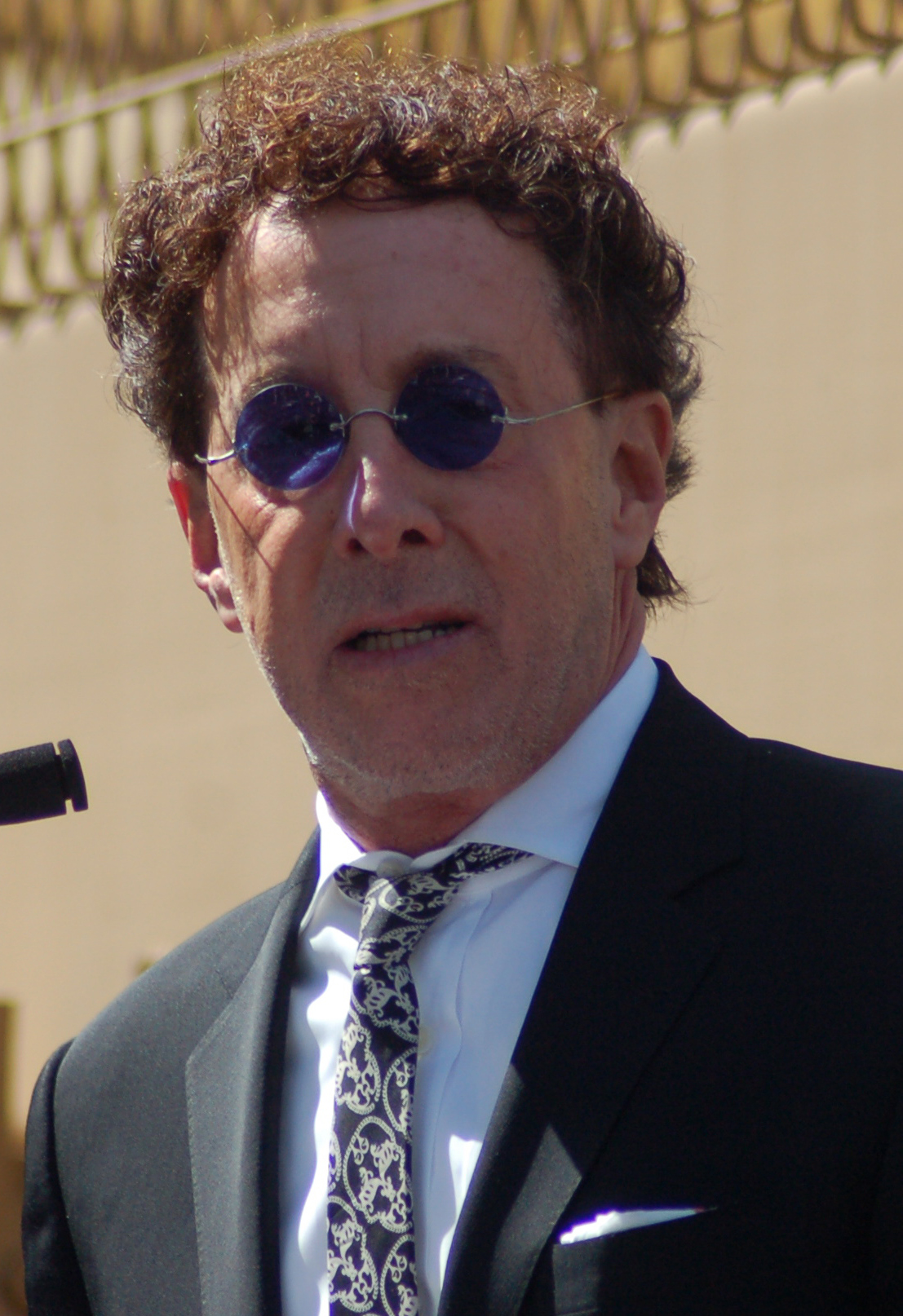
Mark Canton nel marzo 2010

### Produttore
- Die Laughing, regia di Jeff Werner (1980)
- Jack Frost, regia di Troy Miller (1998)
- La vendetta di Carter (Get Carter), regia di Stephen Kay (2000)
- Pianeta rosso (Red Planet), regia di Antony Hoffman (2000)
- Angel Eyes - Occhi d'angelo (Angel Eyes), regia di Luis Mandoki (2001)
- Identità violate (Taking Lives), regia di D. J. Caruso (2004)
- La terra dei morti viventi (Land of the Dead), regia di George A. Romero (2005)
- 300, regia di Zack Snyder (2006)
- 14 anni vergine (Full of It), regia di Christian Charles (2007)
- Spiderwick - Le cronache (The Spiderwick Chronicles), regia di Mark Waters (2008)
- A Perfect Getaway - Una perfetta via di fuga (A Perfect Getaway), regia di David Twohy (2009)
- Fame - Saranno famosi (Fame), regia di Kevin Tancharoen (2009)
- Letters to Juliet, regia di Gary Winick (2010)
- Piranha 3D, regia di Alexandre Aja (2010)
- Immortals, regia di Tarsem Singh (2011)
- Rites of Passage, regia di W. Peter Iliff (2012)
- Piranha 3DD, regia di John Gulager (2012)
- Escape Plan - Fuga dall'inferno (Escape Plan), regia di Mikael Håfström (2013)
- 300 - L'alba di un impero (300: Rise of an Empire), regia di Noam Murro (2014)
- Cake, regia di Daniel Barnz (2014)
- La piramide (The Pyramid), regia di Grégory Levasseur (2014)
- The Last Witch Hunter - L'ultimo cacciatore di streghe (The Last Witch Hunter), regia di Breck Eisner (2015)
- Il destino di un soldato (The Yellow Birds), regia di Alexandre Moors (2017)
- Nella tana dei lupi (Den of Thieves), regia di Christian Gudegast (2018)
- Escape Plan 2 - Ritorno all'inferno (Escape Plan 2: Hades), regia di Steven C. Miller (2018)
- Escape Plan 3 - L'ultima sfida (Escape Plan: The Extractors), regia di John Herzfeld (2019)
- After 2 (After We Collided), regia di Roger Kumble (2020)
- After 3 (After We Fell), regia di Castille Landon (2021)
- The Strangers: Capitolo 1 (The Strangers: Chapter 1), regia di Renny Harlin (2024)
- Artur the King, regia di Simon Cellan Jones (2024)
- Nella tana dei lupi 2 - Pantera (Den of Thieves 2: Pantera), regia di Christian Gudegast (2025)

### Produttore esecutivo
- Jack & Jill - serie TV, (1999)
- 24 ore (Trapped), regia di Luis Mandoki (2002)
- Godsend - Il male è rinato (Godsend), regia di Nick Hamm (2004)
- Removal, regia di Nick Simon (2010)
- La fredda luce del giorno (The Cold Light of Day), regia di Mabrouk El Mechri (2012)
- Freelancers, regia di Jessy Terrero (2012)
- Black November, regia di Jeta Amata (2012)
- Outcast - L'ultimo templare (Outcast), regia di Nick Powell (2014)

### Manager di produzione
- Palla da golf (Caddyshack), regia di Harold Ramis (1980)

### Aiuto produzione
- Il colpo della metropolitana (Un ostaggio al minuto) (The Taking of Pelham One Two Three), regia di Joseph Sargent (1974)